# Amp Futbol Ekstraklasa 2017
Amp Futbol Ekstraklasa 2017 – 3. edycja mistrzostw Polski w amp futbolu. Organizatorem rozgrywek było stowarzyszenie Amp Futbol Polska, brały w nich udział drużyny pięciu piłkarskich klubów ampfutbolowych.
Podobnie jak w poprzednich edycjach sezon składa się z turniejów organizowanych przez poszczególne kluby Ekstraklasy. Podczas turnieju obowiązuje system "każdy z każdym bez rewanżów" - dało to liczbę ogólną 40 meczów w sezonie podczas czterech turniejów.

## Drużyny
| Drużyna                   | Miasto        | Liczba sezonów w Ekstraklasie | Miejsce w poprzednim sezonie |
| ------------------------- | ------------- | ----------------------------- | ---------------------------- |
| Husaria Kraków            | Kraków        | 2                             | 1                            |
| GKS Góra                  | Góra          | 2                             | 2                            |
| Gloria Varsovia           | Warszawa      | 2                             | 3                            |
| Kuloodporni Bielsko-Biała | Bielsko-Biała | 1                             | 5                            |
| Anpfif Hoffenheim         | Hoffenheim    | debiutant                     | -                            |

## Turnieje
Zasady ustalania kolejności:

1. liczba zdobytych punktów w całym cyklu rozgrywek; 

2. liczba punktów zdobyta w meczach bezpośrednich; 

3. różnica bramek w meczach bezpośrednich; 

4. różnica bramek w całym cyklu rozgrywek; 

5. liczba zdobytych bramek w całym cyklu rozgrywek; 

### Góra (Góra, Płońsk, 22-23.04)
Tabela
| Lp. | Zespół                    | M | Pkt | Z | R | P | G+ | G- | +/- |
| --- | ------------------------- | - | --- | - | - | - | -- | -- | --- |
| 1.  | Husaria Kraków            | 4 | 7   | 2 | 1 | 1 | 5  | 3  | +2  |
| 2.  | GKS Góra                  | 4 | 7   | 2 | 1 | 1 | 5  | 4  | +1  |
| 3.  | Gloria Varsovia           | 4 | 7   | 2 | 1 | 1 | 5  | 3  | +2  |
| 4.  | Kuloodporni Bielsko-Biała | 4 | 5   | 1 | 2 | 1 | 2  | 1  | +1  |
| 5.  | Anpfiff Hoffenheim        | 4 | 1   | 0 | 1 | 3 | 0  | 6  | -6  |

    = zwycięzca turnieju 
Mecze
| 22 kwietnia 2017 | GKS Góra | 1:0(0:0) | Kuloodporni Bielsko Biała | Góra |
|                  |          |          |                           |      |

| 22 kwietnia 2017 | Husaria Kraków | 2:0(1:0) | Gloria Varsovia | Góra |
|                  |                |          |                 |      |

| 22 kwietnia 2017 | Anpfiff Hoffenheim | 0:2(0:2) | Kuloodporni Bielsko-Biała | Góra |
|                  |                    |          |                           |      |

| 22 kwietnia 2017 | GKS Góra | 3:2(0:2) | Husaria Kraków | Góra |
|                  |          |          |                |      |

| 22 kwietnia 2017 | Anpfiff Hoffenheim | 0:3(0:1) | Gloria Varsovia | Góra |
|                  |                    |          |                 |      |

| 23 kwietnia 2017 | Husaria Kraków | 0:0 | Kuloodporni Bielsko-Biała | Stadion Miejski, Płock |
|                  |                |     |                           |                        |

| 23 kwietnia 2017 | GKS Góra | 0:0 | Anpfiff Hoffenheim | Stadion Miejski, Płock |
|                  |          |     |                    |                        |

| 23 kwietnia 2017 | Kuloodporni Bielsko-Biała | 0:0 | Gloria Varsovia | Stadion Miejski, Płock |
|                  |                           |     |                 |                        |

| 23 kwietnia 2017 | Anpfiff Hoffenheim | 0:1(0:1) | Husaria Kraków | Stadion Miejski, Płock |
|                  |                    |          |                |                        |

| 23 kwietnia 2017 | GKS Góra | 1:2(1:0) | Gloria Varsovia | Stadion Miejski, Płock |
|                  |          |          |                 |                        |

Nagrody:
- Król Strzelców Turnieju: Jakub Kożuch (Gloria Varsovia)
- Najlepszy Zawodnik Turnieju: Rafał Bieńkowski (GKS Góra)
- Najlepszy Bramkarz Turnieju: Cesar Leszinski (Anpfiff Hoffenheim)
- Odkrycie Turnieju: Kuloodporni Bielsko-Biała

### Bielsko-Biała (Bielsko-Biała, 20-21.05)
Tabela
| Lp. | Zespół                    | M | Pkt | Z | R | P | G+ | G- | +/- |
| --- | ------------------------- | - | --- | - | - | - | -- | -- | --- |
| 1.  | Kuloodporni Bielsko-Biała | 4 | 12  | 4 | 0 | 0 | 7  | 2  | +5  |
| 2.  | Gloria Varsovia           | 4 | 7   | 2 | 1 | 1 | 6  | 1  | +5  |
| 3.  | Husaria Kraków            | 4 | 7   | 2 | 1 | 1 | 5  | 3  | +2  |
| 4.  | GKS Góra                  | 4 | 3   | 1 | 0 | 3 | 3  | 7  | -4  |
| 5.  | Anpfiff Hoffenheim        | 4 | 0   | 0 | 0 | 4 | 2  | 10 | -8  |

    = zwycięzca turnieju 
Mecze
| 20 maja 2017 | Kuloodporni Bielsko-Biała | 2:1(0:1) | Anpfiff Hoffenheim | Stadion „Na Górce”, ul. Młyńska, Bielsko-Biała |
|              |                           |          |                    |                                                |

| 20 maja 2017 | Gloria Varsovia | 2:0(0:0) | GKS Góra | Stadion „Na Górce”, ul. Młyńska, Bielsko-Biała |
|              |                 |          |          |                                                |

| 20 maja 2017 | Husaria Kraków | 2:0(1:0) | Anpfiff Hoffenheim | Stadion „Na Górce”, ul. Młyńska, Bielsko-Biała |
|              |                |          |                    |                                                |

| 20 maja 2017 | Kuloodporni Bielsko-Biała | 1:0(0:0) | Gloria Varsovia | Stadion „Na Górce”, ul. Młyńska, Bielsko-Biała |
|              |                           |          |                 |                                                |

| 20 maja 2017 | GKS Góra | 1:2(0:2) | Husaria Kraków | Stadion „Na Górce”, ul. Młyńska, Bielsko-Biała |
|              |          |          |                |                                                |

| 21 maja 2017 | Anpfiff Hoffenheim | 0:4(0:2) | Gloria Varsovia | Stadion „Na Górce”, ul. Młyńska, Bielsko-Biała |
|              |                    |          |                 |                                                |

| 21 maja 2017 | Kuloodporni Bielsko-Biała | 2:1(2:1) | Husaria Kraków | Stadion „Na Górce”, ul. Młyńska, Bielsko-Biała |
|              |                           |          |                |                                                |

| 21 maja 2017 | Anpfiff Hoffenheim | 1:2(0:1) | GKS Góra | Stadion „Na Górce”, ul. Młyńska, Bielsko-Biała |
|              |                    |          |          |                                                |

| 21 maja 2017 | Gloria Varsovia | 0:0 | Husaria Kraków | Stadion „Na Górce”, ul. Młyńska, Bielsko-Biała |
|              |                 |     |                |                                                |

| 21 maja 2017 | Kuloodporni Bielsko-Biała | 2:0(2:0) | GKS Góra | Stadion „Na Górce”, ul. Młyńska, Bielsko-Biała |
|              |                           |          |          |                                                |

Nagrody:
- Król Strzelców Turnieju: Bartosz Łastowski (Kuloodporni Bielsko-Biała)
- Najlepszy Zawodnik Turnieju: Bartosz Łastowski (Kuloodporni Bielsko-Biała)
- Najlepszy Bramkarz Turnieju: Jakub Popławski (Gloria Varsovia)
- Nagroda Specjalna: publiczność z Bielska-Białej

### Kraków (Kraków, 10-11.06)
Tabela
| Lp. | Zespół                    | M | Pkt | Z | R | P | G+ | G- | +/- |
| --- | ------------------------- | - | --- | - | - | - | -- | -- | --- |
| 1.  | Gloria Varsovia           | 4 | 10  | 3 | 1 | 0 | 10 | 1  | +9  |
| 2.  | Husaria Kraków            | 4 | 10  | 3 | 1 | 0 | 8  | 1  | +7  |
| 3.  | Kuloodporni Bielsko-Biała | 4 | 6   | 2 | 0 | 2 | 2  | 4  | -2  |
| 4.  | GKS Góra                  | 4 | 3   | 1 | 0 | 3 | 2  | 8  | -6  |
| 5.  | Anpfiff Hoffenheim        | 4 | 0   | 0 | 0 | 4 | 1  | 9  | -8  |

    = zwycięzca turnieju 
Mecze
| 10 czerwca 2017 | Husaria Kraków | 4:1(2:0) | GKS Góra | Stadion im. Tadeusza Parpana, ul. Chmielna 10, Kraków |
|                 |                |          |          |                                                       |

| 10 czerwca 2017 | Anpfif Hoffenheim | 0:1(0:0) | Kuloodporni Bielsko-Biała | Stadion im. Tadeusza Parpana, ul. Chmielna 10, Kraków |
|                 |                   |          |                           |                                                       |

| 10 czerwca 2017 | Gloria Varsovia | 3:0(1:0) | GKS Góra | Stadion im. Tadeusza Parpana, ul. Chmielna 10, Kraków |
|                 |                 |          |          |                                                       |

| 10 czerwca 2017 | Husaria Kraków | 1:0(0:0) | Kuloodporni Bielsko-Biała | Stadion im. Tadeusza Parpana, ul. Chmielna 10, Kraków |
|                 |                |          |                           |                                                       |

| 10 czerwca 2017 | Gloria Varsovia | 4:1(1:0) | Anpfif Hoffenheim | Stadion im. Tadeusza Parpana, ul. Chmielna 10, Kraków |
|                 |                 |          |                   |                                                       |

| 11 czerwca 2017 | Kuloodporni Bielsko-Biała | 1:0(1:0) | GKS Góra | Stadion im. Tadeusza Parpana, ul. Chmielna 10, Kraków |
|                 |                           |          |          |                                                       |

| 11 czerwca 2017 | Husaria Kraków | 0:0 | Gloria Varsovia | Stadion im. Tadeusza Parpana, ul. Chmielna 10, Kraków |
|                 |                |     |                 |                                                       |

| 11 czerwca 2017 | GKS Góra | 1:0(0:0) | Anpfif Hoffenheim | Stadion im. Tadeusza Parpana, ul. Chmielna 10, Kraków |
|                 |          |          |                   |                                                       |

| 11 czerwca 2017 | Kuloodporni Bielsko-Biała | 0:3(0:1) | Gloria Varsovia | Stadion im. Tadeusza Parpana, ul. Chmielna 10, Kraków |
|                 |                           |          |                 |                                                       |

| 11 czerwca 2017 | Husaria Kraków | 3:0(2:0) | Anpfif Hoffenheim | Stadion im. Tadeusza Parpana, ul. Chmielna 10, Kraków |
|                 |                |          |                   |                                                       |

Nagrody:
- Król Strzelców Turnieju: Jakub Kożuch (Gloria Varsovia)
- Najlepszy Zawodnik Turnieju: Jakub Kożuch (Gloria Varsovia)
- Najlepszy Bramkarz Turnieju: Jakub Popławski (Gloria Varsovia)
- Odkrycie Turnieju: Adrian Bąk (Gloria Varsovia)

### Warszawa (26-27.08)
Tabela
| Lp. | Zespół                    | M | Pkt | Z | R | P | G+ | G- | +/- |
| --- | ------------------------- | - | --- | - | - | - | -- | -- | --- |
| 1.  | Husaria Kraków            | 4 | 12  | 4 | 0 | 0 | 9  | 3  | +6  |
| 2.  | Gloria Varsovia           | 4 | 7   | 2 | 1 | 1 | 9  | 4  | +5  |
| 3.  | Kuloodporni Bielsko-Biała | 4 | 4   | 1 | 1 | 2 | 1  | 3  | -2  |
| 4.  | GKS Góra                  | 4 | 3   | 1 | 0 | 3 | 4  | 9  | -5  |
| 5.  | Anpfiff Hoffenheim        | 4 | 2   | 0 | 2 | 2 | 2  | 6  | -4  |

    = zwycięzca turnieju 
Mecze
| 26 sierpnia 2017 | Gloria Varsovia | 1:1(0:1) | Anpfif Hoffenheim | Stadion Varsovii, ul. Międzyparkowa 4, Warszawa |
|                  |                 |          |                   |                                                 |

| 26 sierpnia 2017 | Husaria Kraków | 2:0(2:0) | Kuloodporni Bielsko-Biała | Stadion Varsovii, ul. Międzyparkowa 4, Warszawa |
|                  |                |          |                           |                                                 |

| 26 sierpnia 2017 | GKS Góra | 2:0(1:0) | Anpfif Hoffenheim | Stadion Varsovii, ul. Międzyparkowa 4, Warszawa |
|                  |          |          |                   |                                                 |

| 26 sierpnia 2017 | Gloria Varsovia | 1:0(1:0) | Kuloodporni Bielsko-Biała | Stadion Varsovii, ul. Międzyparkowa 4, Warszawa |
|                  |                 |          |                           |                                                 |

| 26 sierpnia 2017 | GKS Góra | 1:2(1:1) | Husaria Kraków | Stadion Varsovii, ul. Międzyparkowa 4, Warszawa |
|                  |          |          |                |                                                 |

| 27 sierpnia 2017 | Anpfif Hoffenheim | 0:0 | Kuloodporni Bielsko-Biała | Stadion Varsovii, ul. Międzyparkowa 4, Warszawa |
|                  |                   |     |                           |                                                 |

| 27 sierpnia 2017 | Gloria Varsovia | 6:1(4:0) | GKS Góra | Stadion Varsovii, ul. Międzyparkowa 4, Warszawa |
|                  |                 |          |          |                                                 |

| 27 sierpnia 2017 | Anpfif Hoffenheim | 1:3(1:3) | Husaria Kraków | Stadion Varsovii, ul. Międzyparkowa 4, Warszawa |
|                  |                   |          |                |                                                 |

| 27 sierpnia 2017 | Kuloodporni Bielsko-Biała | 1:0(0:0) | GKS Góra | Stadion Varsovii, ul. Międzyparkowa 4, Warszawa |
|                  |                           |          |          |                                                 |

| 27 sierpnia 2017 | Gloria Varsovia | 1:2(0:1) | Husaria Kraków | Stadion Varsovii, ul. Międzyparkowa 4, Warszawa |
|                  |                 |          |                |                                                 |

Nagrody:
- Król Strzelców Turnieju: Jakub Kożuch (Gloria Varsovia)
- Najlepszy Zawodnik Turnieju: Jakub Kożuch (Gloria Varsovia)
- Najlepszy Bramkarz Turnieju: Krzysztof Węgrzyn (GKS Góra)
- Nagroda Specjalna: Husaria Kraków – za trzykrotne zdobycie tytułu mistrzowskiego

## Tabela końcowa mistrzostw
| Lp. | Zespół                    | M  | Pkt | Z  | R | P  | G+ | G- | +/- |
| --- | ------------------------- | -- | --- | -- | - | -- | -- | -- | --- |
| 1.  | Husaria Kraków            | 16 | 36  | 11 | 3 | 2  | 27 | 10 | +17 |
| 2.  | Gloria Varsovia           | 16 | 31  | 9  | 4 | 3  | 30 | 9  | +21 |
| 3.  | Kuloodporni Bielsko-Biała | 16 | 27  | 8  | 3 | 5  | 12 | 10 | +2  |
| 4.  | GKS Góra                  | 16 | 16  | 5  | 1 | 10 | 14 | 28 | -14 |
| 5.  | Anpfiff Hoffenheim        | 16 | 3   | 0  | 3 | 13 | 5  | 31 | -26 |

## Nagrody indywidualne sezonu
| Nagroda                   | Imię i nazwisko     | Klub                      |
| ------------------------- | ------------------- | ------------------------- |
| Król strzelców sezonu     | Jakub Kożuch        | Gloria Varsovia           |
| Najlepszy zawodnik sezonu | Jakub Kożuch        | Gloria Varsovia           |
| Najlepszy bramkarz sezonu | Jakub Popławski     | Gloria Varsovia           |
| Młody zawodnik sezonu     | Jakub Kożuch        | Gloria Varsovia           |
| Odkrycie sezonu           | Adrian Bąk          | Gloria Varsovia           |
| Trener sezonu             | Mateusz Szczepaniak | Gloria Varsovia           |
| Działacz sezonu           | Daniel Kawka        | Kuloodporni Bielsko-Biała |
| Nagroda Fair Play         | Anpfiff Hoffenheim  | Anpfiff Hoffenheim        |
| Nagroda specjalna sezonu  | Anpfiff Hoffenheim  | Anpfiff Hoffenheim        |

## Statystyki indywidualne sezonu

### Strzelcy
| Gol | Imię i nazwisko   | Klub                      |
| --- | ----------------- | ------------------------- |
| 18  | Jakub Kożuch      | Gloria Varsovia           |
| 14  | Tomasz Miś        | Husaria Kraków            |
| 9   | Bartosz Łastowski | Kuloodporni Bielsko-Biała |
| 6   | Dawid Dobkowski   | Gloria Varsovia           |
| 6   | Mateusz Sadłowski | GKS Góra                  |
| 4   | Adrian Bąk        | Gloria Varsovia           |
| 3   | Mateusz Kabała    | Husaria Kraków            |
| 3   | Mariusz Adamczyk  | Husaria Kraków            |

| Gol | Imię i nazwisko      | Klub               |
| --- | -------------------- | ------------------ |
| 3   | Marco Reinecke       | Anpfiff Hoffenheim |
| 3   | Arkadiusz Werner     | GKS Góra           |
| 2   | Przemysław Świercz   | Husaria Kraków     |
| 2   | Christian Heintz     | Anpfiff Hoffenheim |
| 2   | Rafał Bieńkowski     | GKS Góra           |
| 2   | Krystian Kapłon      | Husaria Kraków     |
| 2   | Sebastian Ziółkowski | GKS Góra           |

| Gol | Imię i nazwisko     | Klub                      |
| --- | ------------------- | ------------------------- |
| 1   | Piotr Mizera        | Kuloodporni Bielsko-Biała |
| 1   | Marcin Kusiński     | Gloria Varsovia           |
| 1   | Maciej Pożycki      | Husaria Kraków            |
| 1   | Marcin Guszkiewicz  | Husaria Kraków            |
| 1   | Mateusz Kaźmierczak | Kuloodporni Bielsko-Biała |
| 1   | Kamil Rosiek        | Husaria Kraków            |
| 1   | Dawid Nowak         | GKS Góra                  |

### Asystenci
|   | Imię i nazwisko      | Klub                      |
| - | -------------------- | ------------------------- |
| 8 | Mateusz Kabała       | Husaria Kraków            |
| 6 | Krystian Kapłon      | Husaria Kraków            |
| 6 | Jakub Kożuch         | Gloria Varsovia           |
| 6 | Adrian Bąk           | Gloria Varsovia           |
| 4 | Rafał Bieńkowski     | GKS Góra                  |
| 4 | Dawid Dobkowski      | Gloria Varsovia           |
| 3 | Mateusz Kaźmierczak  | Kuloodporni Bielsko-Biała |
| 2 | Bartosz Skrzypek     | GKS Góra                  |
| 2 | Sebastian Ziółkowski | GKS Góra                  |

|   | Imię i nazwisko    | Klub                      |
| - | ------------------ | ------------------------- |
| 2 | Krzysztof Wrona    | Kuloodporni Bielsko-Biała |
| 2 | Jens Färber        | Anpfiff Hoffenheim        |
| 2 | Kamil Rosiek       | Husaria Kraków            |
| 2 | Tomasz Miś         | Husaria Kraków            |
| 2 | Christian Heintz   | Anpfiff Hoffenheim        |
| 1 | Bartosz Łastowski  | Kuloodporni Bielsko-Biała |
| 1 | Marcin Guszkiewicz | Husaria Kraków            |
| 1 | Arkadiusz Werner   | GKS Góra                  |

|   | Imię i nazwisko    | Klub                      |
| - | ------------------ | ------------------------- |
| 1 | Maciej Pożycki     | Husaria Kraków            |
| 1 | Piotr Wykrota      | Gloria Varsovia           |
| 1 | Adrian Stanecki    | Gloria Varsovia           |
| 1 | Karol Zdzieborski  | Gloria Varsovia           |
| 1 | Mariusz Krzempek   | Kuloodporni Bielsko-Biała |
| 1 | Przemysław Nadobny | GKS Góra                  |
| 1 | Przemysław Świercz | Husaria Kraków            |
| 1 | Mariusz Adamczyk   | Husaria Kraków            |

### Klasyfikacja kanadyjska
| Punkty | Gol |   | Imię i nazwisko   | Klub                      |
| ------ | --- | - | ----------------- | ------------------------- |
| 24     | 18  | 6 | Jakub Kożuch      | Gloria Varsovia           |
| 16     | 14  | 2 | Tomasz Miś        | Husaria Kraków            |
| 11     | 3   | 8 | Mateusz Kabała    | Husaria Kraków            |
| 10     | 9   | 1 | Bartosz Łastowski | Kuloodporni Bielsko-Biała |
| 10     | 6   | 4 | Dawid Dobkowski   | Gloria Varsovia           |

| Punkty | Gol |   | Imię i nazwisko   | Klub            |
| ------ | --- | - | ----------------- | --------------- |
| 10     | 6   | 4 | Adrian Bąk        | Gloria Varsovia |
| 8      | 2   | 6 | Krystian Kapłon   | Husaria Kraków  |
| 6      | 6   | 0 | Mateusz Sadłowski | GKS Góra        |
| 6      | 2   | 4 | Rafał Bieńkowski  | GKS Góra        |
| 4      | 3   | 1 | Arkadiusz Werner  | GKS Góra        |

| Punkty | Gol |   | Imię i nazwisko      | Klub                      |
| ------ | --- | - | -------------------- | ------------------------- |
| 4      | 1   | 3 | Mateusz Kaźmierczak  | Kuloodporni Bielsko-Biała |
| 4      | 3   | 1 | Mariusz Adamczyk     | Husaria Kraków            |
| 4      | 2   | 2 | Sebastian Ziółkowski | GKS Góra                  |
| 4      | 2   | 2 | Christian Heintz     | Anpfiff Hoffenheim        |